# Dead Like Me - La vita dopo la morte
Dead Like Me - La vita dopo la morte (Dead Like Me: Life After Death) è un film del 2009 diretto da Stephen Herek, basato sulla continuazione della serie televisiva Dead Like Me. Il film è uscito negli Stati Uniti direttamente in DVD, a partire dal 17 febbraio 2009.

## Trama
Il film è basato sulla continuazione della serie televisiva Dead Like Me, dopo che il loro capo Rube viene rimpiazzato da un uomo d'affari senza scrupoli né morale: Cameron Kane (Henry Ian Cusick).